# MISA
MISA (MISA Moto Industry SA, Jette) was een assemblagefabriek te Jette (tegen Brussel, België) die onder andere Vespascooters assembleerde tijdens de jaren vijftig. Deze scooters werden hoofdzakelijk verkocht in België, Nederland en Luxemburg en in Congo, de toenmalige Belgische kolonie.

Na Frankrijk, Groot-Brittannië en Spanje werd nog een Europese productievestiging voor Vespa scooters geopend in België. Nadat Vespa scooters sinds 1949 door Bevelux in Brussel werden geïmporteerd, begonnen in 1954 als gevolg van hoge invoerrechten voor geïmporteerde voertuigen plannen om een Belgische montagelocatie te openen. In de hallen van MISA in Jette werden vanaf 1 januari 1955 geprefabriceerde onderdelen uit Italië geassembleerd tot volledige Vespa scooters. In 1962 eindigde de Belgische licentieproductie vanwege een gebrek aan winstgevendheid.

## Geproduceerde modellen
- Vespa 125 VN
- Vespa 150 VL Struzzo
- Vespa 150 Grand Sport
- Vespa 150 GL (Gran Lusso) - Vanaf 1957
- APE basismodel
- Vespa 160 Grand sport

- Virtual International Authority File: 133107852